# Semiothisa ornataria
Semiothisa ornataria là một loài bướm đêm trong họ Geometridae.